# Mandeville (Francia)
Mandeville es una localidad y comuna francesa situada en la región de Normandía, departamento de Eure, en el distrito de Bernay y cantón de Amfreville-la-Campagne.

## Demografía
| 111 | 94 | 112 | 245 | 258 | 235 |
| Para los censos de 1962 a 1999 la población legal corresponde a la población sin duplicidades (Fuente: INSEE [Consultar]) |    |     |     |     |     |